# Huellas digitales (álbum)
Huellas digitales es el cuarto álbum de la banda de rock de Argentina, Eruca Sativa y el primero registrado en vivo. Fue grabado los días 1 y 2 de agosto de 2014 en el Teatro Ópera de Buenos Aires.
El álbum fue lanzado a la venta en formato CD+DVD, el 21 de octubre de 2014, y distribuido por Sony Music.

## Detalles del disco
Para la realización del show, el grupo reversionó sus canciones, adaptando cada una a un formato electroacústico y dejando de lado su faceta de power trío. Además de eso, contaron con la incorporación de otros músicos que aportaron un sonido orquestal: sección de cuerdas, sección de vientos, percusión y teclado. Por otro lado, los tres músicos utilizaron distintos instrumentos como guitarras acústicas, bajo fretless, octapad, y hasta un contrabajo.
El CD Huellas digitales, cuenta con quince canciones, mientras que el DVD contiene 16 canciones de las 21 que se tocaron en el show del Teatro Ópera. Todas éstas pertenecen a sus tres álbumes anteriores (La carne, Es y Blanco), agregando a las mismas un track inédito de su tercer álbum, titulado «Ciudad».
El DVD, además, incluye un documental con imágenes de la realización del show.
El diseño del arte que acompaña al disco, fue obra del estudio de diseño y comunicación Avilasoto Group, quién también a realizado acciones de comunicación visual para la banda a lo largo de sus giras.

## Lista de canciones
1. Frío cemento (Letra y Música: Bertoldi)
2. Desatalo (Letra y Música: Bertoldi)
3. Mi apuesta (Letra y Música: Bertoldi)
4. Agujas (Letra: Martin -  Música: ES)
5. Para nadie  (Letra y Música: Bertoldi)
6. Cuánto costará (Letra y Música: Martin)
7. Amor ausente (Letra y Música: Bechara/Pacheco)
8. Eco (Letra: Martin -  Música: ES)
9. El genio de la nada (Letra: Martin - Música: ES)
10. Calma (Letra: Martin/Bertoldi -  Música: Martin)
11. Una vida (Letra y Música: Bertoldi)
12. Para que sigamos siendo (Letra y Música: Bertoldi)
13. Paraíso en retro (Letra y Música: Martin)
14. Magoo (Letra: Martin/Bertoldi -  Música: ES)
15. El balcón (Letra: Martin - Música: ES)

## DVD
1. Mi canción (Letra y Música: Bertoldi)
2. Desatalo (Letra y Música: Bertoldi)
3. Mi apuesta (Letra y Música: Bertoldi)
4. Eco (Letra: Martin -  Música: ES)
5. Enmudecer (Letra y Música: Bertoldi)
6. Cuanto costará (Letra y Música: Martin)
7. Tu trampa  (Letra y Música: Martin)
8. Ciudad (inédito) (Letra: Bertoldi - Música: Bertoldi/Martin)
9. Frío cemento (Letra y Música: Bertoldi)
10. Agujas (Letra: Martin -  Música: ES)
11. Paraíso en retro  (Letra: Martin -  Música: ES)
12. Antes que vuelva a caer (Letra: Martin -  Música: Bertoldi)
13. Para que sigamos siendo (Letra y Música: Bertoldi)
14. Amor ausente (Letra y Música: Bechara/Pacheco)
15. Magoo  (Letra: Martin/Bertoldi -  Música: ES)
16. El balcón (Letra: Martin - Música: ES)

## Músicos
- Lula Bertoldi: voz principal, guitarra eléctrica y guitarra acústica.
- Brenda Martin: bajo, guitarra acústica, bajo fretless, contrabajo y coros.
- Gabriel Pedernera: batería, guitarra acústica, octapad y coros.

### Músicos invitados
- Nicolás Sorín: sintetizador, piano eléctrico, arreglos y dirección orquestal.
- Nicolás Vélez: percusión, guitarra acústica.
- Paula Pomeraniec: chelo
- Clement Henri Andre Silly: chelo
- Guillermo Rubino: violín
- Natalia Analía Cabello: violín
- Laura Hackstein: violín
- Silvina Álvarez: viola
- Alba Mariela Meza: viola
- Elizabet Ridoldi: viola
- Francisco Huici: saxo barítono
- Ramiro Flores: saxo tenor
- Juan Luis Canosa: trombón